# Antirrhininae
Antirrhininae je  podtribus trpučevki, dio tribusa Antirrhineae.
Tipični rod je zijevalica, Antirrhinum. 

## Rodovi
1. Antirrhinum L., 21 vrsta; Sredozemlje
2. Chaenorhinum (DC.) Rchb., 27 vrsta; Euroazija, Afrika
3. Cymbalaria Hill, ¸15 vrsta, Europa, Azija
4. Kickxia Dumort., 24 vrste; Europa, Azija, Afrika
5. Misopates Raf., 8 vrsta; Europa, Azija, Afrika
6. Nanorrhinum Betsche, 29 vrsta, Azija, Afrika
7. Neogaerrhinum Rothm., 2 vrste, Sjeverna Amerika
8. Pseudomisopates Güemes, 1 vrsta; Španjolska
9. Pseudorontium (A.Gray) Rothm., 1 vrsta; Sjeverna Amerika
10. Sairocarpus D.A.Sutton, 10, vrsta; Sjeverna Amerika